# Jakob Prešern
Jakob Prešern, slovenski potopisec, fotograf in pisatelj, doktor prava, * 9.julij 1888, Begunje na Gorenjskem, † 13. februar 1975, Begunje na Gorenjskem.
Jakob Prešern - dohtar, kot so mu pravili domačini v Begunjah na Gorenjskem, je bil vpoklican v vojsko leta 1915, ko je Avstro-Ogrska doživela velike izgube na frontah v Srbiji in Galiciji. Odprla pa se je še nova fronta na celotni meji z Italijo. Ves čas vojne je preživel večinoma v prvi bojni črti ali tik za njo.
Prešern je ves čas svojega vojskovanja skrivoma stenografiral dnevnik, ki ga je po vojni (1922) pretipkal in želel izdati v knjigi, kar pa mu ni uspelo. Skrite dnevnike je poiskal, uredil in v knjigi objavil Radovljičan Janez Žerovc. Dokument je skupaj s fotografijami našel pri Prešernovem pranečaku v Hrašah. Dnevnik je uredil v knjigo z naslovom Jakob Prešern: VOJAK 1915-1918, ki jo je leta 2014 izdala Celjska Mohorjeva družba, ob stoti obletnici prve svetovne vojne. Zapiski so tako na prvo javno objavo čakati več kot 90 let.
V knjigi so opisani doživljaji na prvi bojni črti v Dolomitih, Soški fronti in ob reki Piavi. Pisal je o vseh tegobah vojakov - o velikih fizičnih naporih, slabi oskrbi, hudem mrazu, snegu in boleznih.
Leta 1918 se je po povratku iz vojske zaposlil kot sodnik in služboval po različnih koncih Slovenije. Drugo svetovno vojno je preživel v Ljubljani, kjer je ves čas okupacije fotografiral. Njegov fotoesej o razmerah v okupirani Ljubljani med drugo svetovno vojno hranijo Muzeju novejše zgodovine. Po drugi svetovni vojni se je upokojil in do svoje smrti živel v Begunjah na Gorenjskem.